# 圣罗曼德洛斯蒙特斯
圣罗曼德洛斯蒙特斯，是西班牙卡斯蒂利亚-拉曼恰托莱多省的一个市镇。总面积45平方公里，总人口761人（2001年），人口密度17人/平方公里。